# Siège de Tenochtitlan
Conquête de l'Empire aztèque
Batailles
Bataille de Tehuacacinco - Massacre de Cholula - Massacre du Templo Mayor - Noche Triste - Bataille d'Otumba - Siège de Tenochtitlan
Le siège de Tenochtitlán par Hernán Cortés en 1521 (30 mai-13 août) fut le point culminant de la conquête du Mexique par les Espagnols. La chute de la capitale aztèque, au bout de 75 jours de siège, marqua la fin de l'empire de la triple alliance aztèque.

## Contexte
En 1519, à la tête d'une expédition espagnole venue de Cuba, Hernán Cortés débarqua sur la côte du golfe du Mexique, où il fonda la ville de Villa Rica de Vera Cruz. Il y entendit parler des richesses de l'empire aztèque. Les ambassadeurs que lui dépêcha le souverain aztèque Moctezuma II ne firent qu'aiguiser sa convoitise. Outrepassant les instructions du gouverneur de Cuba, il se mit en route pour Tenochtitlan, prétextant de son désir de rencontrer Moctezuma. En route, les Tlaxcaltèques, ennemis traditionnels des Aztèques, après avoir tenté de s'opposer au passage des Espagnols sur leur territoire, se rallièrent aux nouveaux venus et leur apportèrent un concours précieux.
Le 8 novembre 1519, malgré les obstacles mis sur son chemin par les Aztèques, Cortés fit son entrée dans la capitale, où il fut accueilli par Moctezuma dans une atmosphère d'apparente cordialité. Au bout de quelques jours, il s'empara de la personne de l'empereur et gouverna désormais en son nom. En décembre, Cortés dut retourner à Vera Cruz pour faire face à une expédition espagnole rivale sous les ordres de Pánfilo de Narváez, envoyée de Cuba pour le démettre de son commandement.
En son absence, son lieutenant, Pedro de Alvarado, mit le feu aux poudres à Tenochtitlan en faisant massacrer la fleur de la noblesse mexica lors de la fête de Toxcatl. À son retour, Cortès se retrouva encerclé dans le palais que ses troupes occupaient. Au cours des troubles qui suivirent, Moctezuma perdit la vie. Sous la direction d'un nouveau tlatoani, Cuitláhuac, les Aztèques se montrèrent décidés à anéantir les envahisseurs. Au cours de l'épisode connu sous le nom de Noche triste, Cortés et ses hommes se frayèrent un chemin vers la terre ferme au prix de très lourdes pertes.
Après avoir frôlé l'anéantissement lors de la bataille d'Otumba, Cortés continua sa retraite vers Tlaxcala. Il existait au sein de la classe dirigeante tlaxcaltèque deux factions : Maxixcactzin et Xicotencatl l'Ancien étaient favorables aux Espagnols ; Xicotencatl le Jeune leur était hostile. Il s'était montré sensible aux avances des Aztèques, qui avaient proposé une alliance avantageuse à Tlaxcala. Le parti espagnol l'emporta néanmoins et Cortés put refaire ses forces à Tlaxcala.

## Prologue

La vallée de Mexico à l'arrivée des conquistadors, au début du XVIe siècle.

Hernán Cortés, malgré l'opinion contraire de certains de ses compagnons, était fermement décidé à retourner à Tenochtitlan et à soumettre la ville. On se prépara donc au conflit des deux côtés. Les Aztèques recherchèrent des alliés. Ils firent notamment des ouvertures au souverain tarasque, mais ce dernier refusa par deux fois et fit sacrifier les ambassadeurs aztèques. L'empereur Cuitlahuac promit de dispenser de tribut toute cité qui tuerait des Espagnols, mais sans plus de succès, car les Aztèques s'étaient fait haïr des peuples récemment soumis, qui, ignorant tout des buts des Espagnols, voyaient en eux des libérateurs.
De son côté, Cortés reçut à plusieurs reprises de précieux renforts venus de la côte : trois bateaux d'une expédition lancée par Francisco de Garay, gouverneur de la Jamaïque ; deux bateaux envoyés par le gouverneur de Cuba pour renforcer les troupes de de Narváez, ainsi que plusieurs navires venus d'Espagne. À la fin de l'année 1520, Cortés pouvait compter sur quelque 550 hommes, dont 80 arquebusiers et arbalétriers, 40 chevaux et neuf canons. Le manque de poudre devait cependant rester un souci pendant toute la campagne.
Comme Tenochtitlan était une île, Cortés fit construire treize brigantins pour en faire le blocus naval. Ce fut une des chances du conquistador que se trouvât parmi les survivants de la Noche Triste un remarquable charpentier de marine, Martin Lopez. Ce dernier entreprit de récupérer des matériaux, fers, clous, voiles et cordages sur les bateaux échoués à Vera Cruz. Ces embarcations à voiles et à rames d'un faible tirant d'eau furent assemblées à Atempa dans les environs de Tlaxcala grâce à l'aide des indigènes.
Pour prouver à tous, Espagnols comme Indigènes, qu'il maîtrisait la situation, Cortés attaqua la cité de Tepeac où quelques Espagnols avaient été massacrés. Il anéantit la garnison aztèque et réduisit les habitants en esclavage. Les captifs furent marqués au fer rouge d'un « G » (guerra). Dans sa seconde lettre à Charles Quint, Cortés explique lui-même qu'il veut inspirer la terreur :
« Je pris encore cette résolution de les faire esclaves pour jeter l'épouvante parmi les Indiens de Mexico et parce que la population est si dense que si je ne leur imposais pas un châtiment exemplaire, il me serait impossible de les soumettre. »
Ensuite, « considérant que cette province se trouve être le débouché de tous les passages de la côte à l'intérieur, et que c'est le chemin que prennent les marchandises pour pénétrer dans le pays », il fonda à proximité la ville de Segura de la Frontera, qui lui servirait de base. 

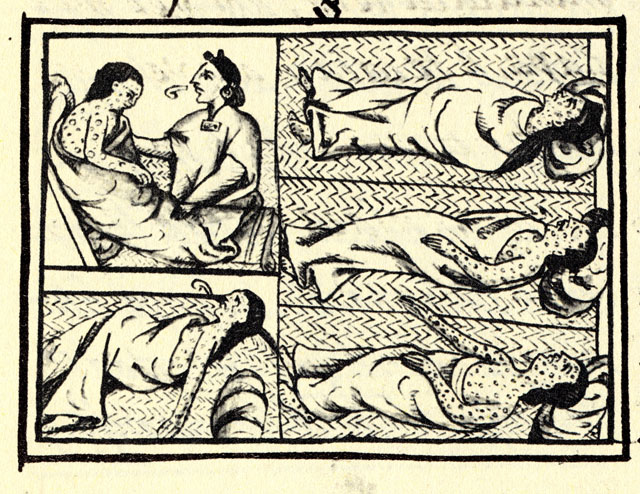
Indiens touchés par la variole (Codex de Florence).

Entretemps, les conquistadores avaient reçu une alliée inattendue. Au cours de l'été 1520, la variole, qui aurait été apportée de Cuba à Vera Cruz par un serviteur noir, se répandit rapidement dans tout le Mexique et décima la population qui n'était pas immunisée contre cette maladie inconnue dans le Nouveau-Monde. La variole atteignit la vallée de Mexico en septembre 1520 et ravagea Tenochtitlan en octobre. Parmi les morts se trouvait le successeur de Moctezuma, Cuitlahuac. Il fut remplacé par Cuauhtemoc. Non seulement l'épidémie sapa les capacités physiques au combat des indigènes, mais, comme elle ne semblait pas tuer leurs ennemis espagnols, elle ébranla également leur moral.

## Le siège

### Préparatifs et encerclement
Le 28 décembre 1520, Hernán Cortés quitta Tlaxcala en direction de la vallée de Mexico. Il s'empara d'abord sans coup férir de Texcoco, deuxième cité de la Triple Alliance. Les habitants étaient divisés : le roi Coanacochtzin s'étant enfui à Tenochtitlan, une partie d'entre eux, emmenés par Ixtlilchochtitl, un fils de Nezahualpilli, que les Aztèques avaient écarté de la succession au trône, rejoignirent le camp espagnol. 
Se servant de Texcoco comme base, Cortés lança des opérations de reconnaissance autour du lac.

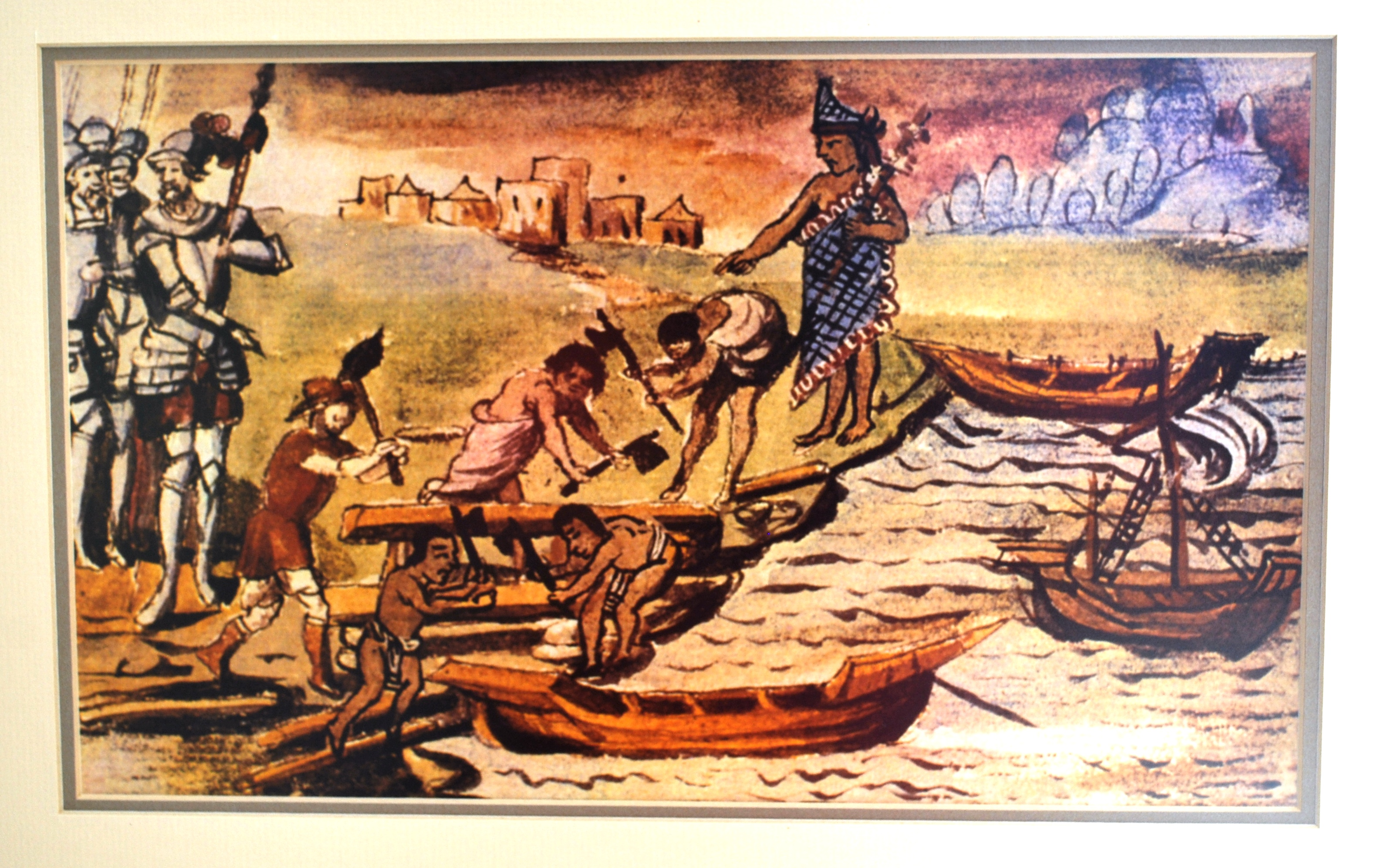
Codex Duran : construction des brigantins.

Les brigantins furent amenés en pièces détachées de Tlaxcala. Le 28 avril 1521, ils furent mis à l'eau sur le lac Texcoco.
À la veille du siège, Cortés disposait d'environ 90 cavaliers, 120 arbalétriers et arquebusiers, 700 fantassins, trois grands canons et 15 petits, ainsi qu'un nombre indéterminé d'alliés indigènes, dont le nombre est communément estimé à 200 000[réf. nécessaire]. 
Avant le début du siège, il prit soin de renforcer la discipline de ses troupes en promulguant des ordonnances très sévères.
Le plan de Cortés était d'affamer les habitants de la cité lacustre en bloquant les accès des principales chaussées qui y menaient et en sillonnant le lac avec ses brigantins.
Il répartit ses forces terrestres en trois corps : une division fut confiée à Pedro de Alvarado chargé de bloquer la chaussée de Tacuba; une deuxième à Cristóbal de Olid, face à la chaussée de Coyoacan, la troisième à Gonzalo de Sandoval au débouché de la chaussée d'Ixtapalapa, menant des attaques contre les garnisons de Chalco et Tlamanalco. Chaque corps était appuyé par quelque huit mille alliés indiens. Cortés lui-même prit la tête de la force navale formée des treize brigantins, montés chacun par vingt à trente hommes et armés d'un canon.
Le 22 mai, Alvarado et Olid quittèrent Texcoco pour prendre leurs positions. En chemin, ils coupèrent l'aqueduc de Chapultepec, qui approvisionnait Tenochtitlan en eau potable.
Le 31 mai, Sandoval complétait le dispositif à Ixtlapalapa. Cortés laissa délibérément libre la chaussée de Tepeyac, au nord de la ville : il espérait que les forces aztèques emprunteraient cette dernière voie pour évacuer la ville et que celle-ci tomberait intacte entre ses mains.

### Guerre d'usure
Le 1er juin eut lieu un important engagement naval : environ cinq cents canots aztèques attaquèrent la flotte de brigantins. Les Espagnols les dispersèrent et en détruisirent un grand nombre, s'assurant le contrôle du lac. 
Au cours des premières semaines du siège, les combats furent indécis. En terrain découvert, les canons et les chevaux des Espagnols leur offraient une supériorité évidente. Il n'en allait pas toujours de même sur les chaussées menant à la cité ou dans des combats de rue. Lors des combats sur les chaussées, les canots aztèques harcelaient les Espagnols sur leurs flancs, les arrosant de flèches et de pierres. Ils creusaient des brèches dans les chaussées et construisaient des barricades pour entraver l'avance des conquistadores. Comblées par les auxiliaires indiens des Espagnols, elles étaient aussitôt rouvertes par les Aztèques la nuit suivante. 
Comme des vivres continuaient à pénétrer dans la cité par la chaussée de Tepeyac, Hernán Cortés envoya un détachement pour la bloquer, rendant le blocus hermétique. Les brigantins montrèrent alors leur utilité en appuyant les opérations terrestres et en opérant des raids à l'intérieur de la ville, où ils pénétraient par les grands canaux. Les Aztèques, de leur côté, fichèrent des pieux au fond du lac pour entraver les mouvements des bateaux. Ils s'efforcèrent de s'adapter à la technologie militaire espagnole : confrontés aux armes à feu, ils apprirent à ne plus avancer en ligne droite, mais à courir en zigzag. Le Codex de Florence décrit comment «… lorsqu'ils voyaient qu'allait tomber déjà le coup de la grosse trompette-à-feu, ils se jetaient à terre, on se couchait par terre, on s'accroupissait. » Ils ne firent jamais usage eux-mêmes d'armes à feu prises aux Espagnols, mais s'en débarrassaient : «… la trompette-à-feu, là-bas, ils (les Espagnols) l'ont laissée dans leur précipitation sur la meule des sacrifices. Aussitôt les vaillants guerriers l'ont saisie, l'ont traînée, l'ont jetée dans l'eau. »
Chaque jour, les Espagnols lançaient maintenant des raids à l'intérieur de la cité et se retiraient la nuit. Du haut des immeubles, les Aztèques les bombardaient de projectiles, qui tuaient peu de monde, mais faisaient de nombreux blessés.

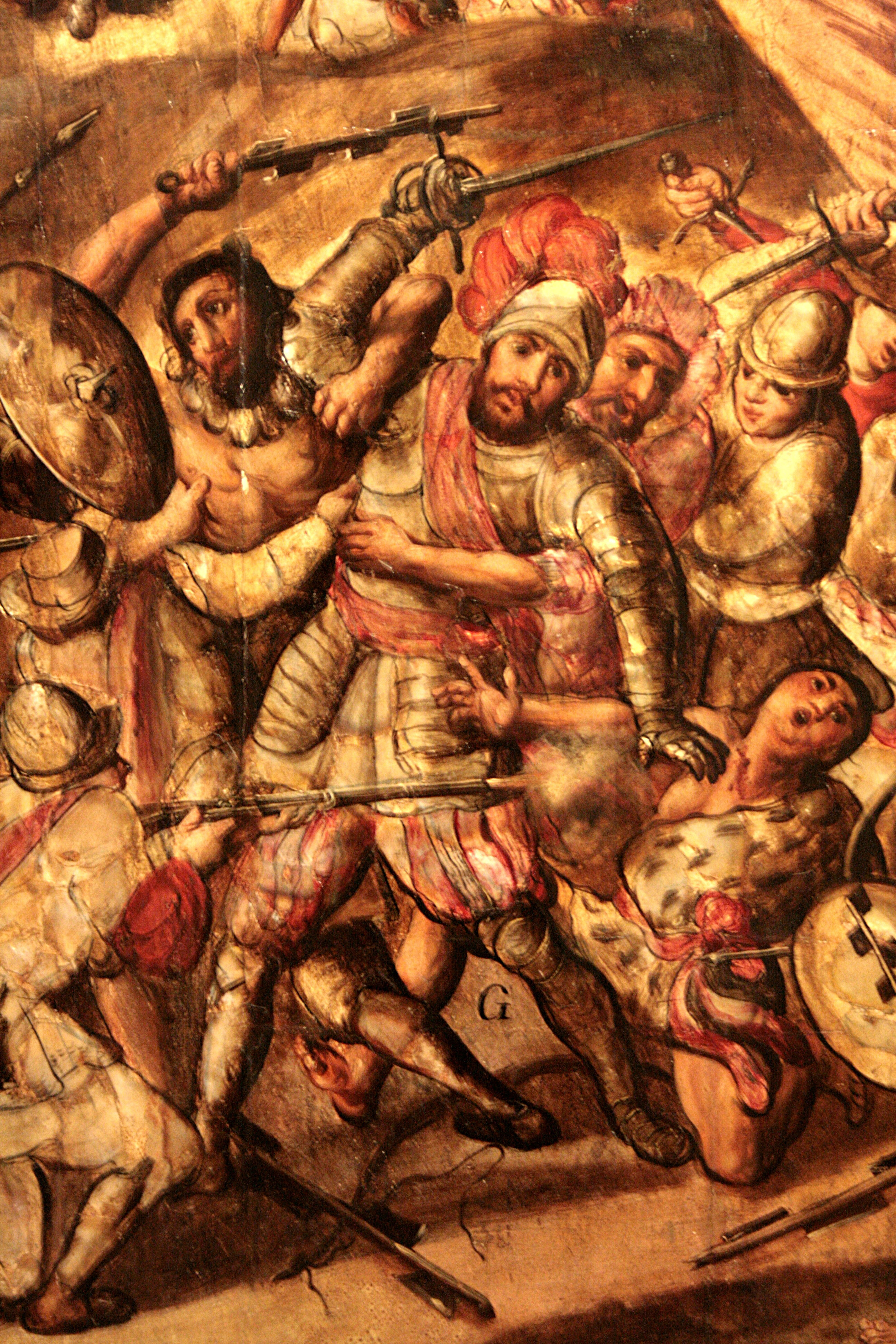
Entouré de guerriers aztèques, Hernán Cortés échappa de peu à la capture le 30 juin

Le 30 juin, une attaque générale du marché de Tlatelolco se solda par un échec retentissant. Les Espagnols avaient négligé de combler un fossé derrière eux et s'étaient aventurés sur une chaussée fort étroite. Lorsque les Aztèques contre-attaquèrent, la retraite espagnole tourna à la débandade. Cortés fut à deux doigts d'être pris. Les conquistadores perdirent un brigantin et plusieurs dizaines d'entre eux, capturés vivants, furent sacrifiés par les Aztèques. De loin, leurs camarades assistèrent impuissants à la scène. L'empereur Cuauhtemoc s'empressa par ailleurs d'envoyer dans les provinces des messagers, qui portaient des témoignages de la défaite espagnole, notamment des têtes de chevaux. La plupart des alliés indiens abandonnèrent le camp espagnol et le moral des envahisseurs était au plus bas. 
La priorité de Cortés était de restaurer la confiance de ses alliés indiens. Appelé à l'aide par les habitants de Cuernavaca menacés par les Aztèques de Malinalco, il dépêcha un de ses lieutenants, Andrés de Tapia, sur place avec une petite troupe qui tailla les Aztèques en pièces. De son côté, Sandoval porta assistance aux Otomi contre Temascalcingo.
L'impact psychologique de ces victoires fut énorme et vers la mi-juillet, les Espagnols virent leurs alliés revenir vers eux.
N'obtenant pas de résultats décisifs par cette guerre d'usure, Cortés décida de changer de stratégie :
« … je résolus de prendre alors pour notre sûreté une mesure radicale et ce fut de détruire, quelque temps que cela pût nous coûter, les maisons de la ville, chaque fois que nous y pénétrerions; de manière que nous ne ferions plus un pas en avant sans tout raser devant nous, tout aplanir et transformer les canaux et les tranchées en terre ferme. »

### Agonie et chute de la ville

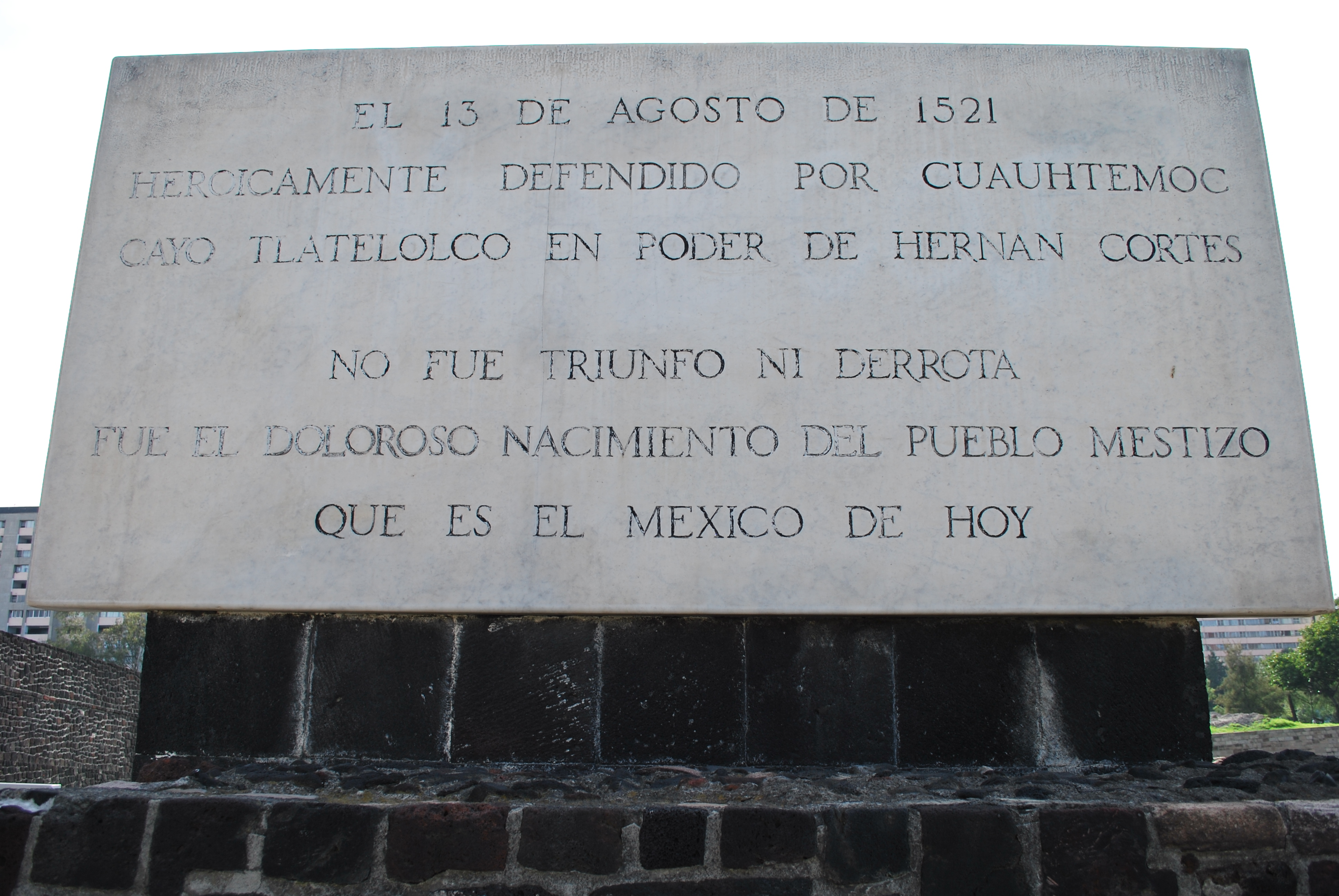
Plaque commémorant la fin de la résistance aztèque à Tlatelolco.

Le procédé se révéla payant et les conquistadores purent pénétrer de plus en plus profondément dans la cité. Hernán Cortés put bientôt installer un camp permanent au cœur de la ville. Alvarado atteignit la seule source qui alimentait encore la ville et la détruisit. Tlatelolco fut le dernier réduit de résistance. Le 27 juillet, Alvarado atteignit son célèbre marché. Le lendemain, Cortés et lui y firent leur jonction. Les cavaliers espagnols pouvaient maintenant circuler à leur guise sur cette immense place, sans que les défenseurs aztèques puissent les en empêcher. En août les habitants, affamés, en étaient réduits aux dernières extrémités :
Nous avons mangé le bois coloré du tzompantli,

nous avons mâché le chiendent du natron,

l'argile des briques, des lézards,

des souris, de la poussière de crépi,

et de la vermine
— 'Annales historiques de Tlatelolco
Plusieurs tentatives de négociations eurent lieu mais elles n'aboutirent pas. La situation était sans issue et le découragement gagna les assiégés. Le 13 août 1521, toute résistance cessa. Les Espagnols capturèrent l'empereur Cuauhtemoc, qui tentait de s'échapper en canot. La ville n'était plus qu'un monceau de ruines que les survivants épuisés furent autorisés à quitter :
« Pendant trois journées et trois nuits, les trois chaussées furent absolument couvertes d'Indiens, de femmes et d'enfants, sortant à la file sans discontinuer, si maigres, si sales, si jaunes, si infects que c'était vraiment pitié de les voir. »
Les conquistadores en furent sur le moment pour leurs frais : ils trouvèrent peu d'or et exprimèrent leur mécontentement à l'égard de Cortés.

#### Sources primaires
- Hernán Cortés, La conquête du Mexique, La Découverte, 2007.
- Bernal Díaz del Castillo, Histoire véridique de la conquête de la Nouvelle-Espagne, II, La Découverte, 1987.

#### Sources secondaires
- Christian Duverger, Cortés, Fayard, 2001.
- Bernard Grunberg, Histoire de la conquête du Mexique, L'Harmattan, 1995.
- Ross Hassig, Mexico and the Spanish Conquest, Longman, 1994.
- Hugh Thomas, The Conquest of Mexico, Pimlico, 1993.
- Paul Hosotte, La Noche Triste (1520), Economica, 1993.
- Georges Baudot et Tzvetan Todorov, Récits aztèques de la conquête, Seuil, 1983.
- (en) John Pohl et Charles M. Robinson III, Aztecs &Conquistadores, Osprey, 2005
- Alexis Jenny, La conquête des îles de la Terre Ferme, Collection Blanche, Gallimard, 2017